# Атериновые
Атериновые (лат. Atherinidae) — семейство лучепёрых рыб отряда атеринообразных. Обитают в морских, солоноватых и пресных водах. Представители семейства в процессе эволюции проникали в реки Нового и Старого света независимо, поэтому некоторые пресноводные виды сильно отличаются от морских. Это стайные пелагические рыбы. Рацион состоит из планктона. Размножаются на мелководье или в приливной зоне, икру откладывают на дно или на водоросли. 

## Описание
Тело веретеновидное или немного сжатое по бокам, голова удлинённой формы, два спинных плавника. Боковая линия отсутствует. По бокам имеется хорошо выраженная серебристая полоса. Длина тела составляет до 15 см. Тело покрыто циклоидной или, реже, ктеноидной чешуёй.

## Распространение
Обитают в тропических и субтропических морях Индийского, Атлантического и западной части Тихого океанов.

## Классификация
В составе семейства выделяют 4 подсемейства с 13 родами и 68 видами:
- Подсемейство Atherininae Risso, 1827 — Атеринины
  - Atherina Linnaeus, 1758 — Атерины[1]
  - Atherinason  Whitley, 1934
  - Atherinosoma  Castelnau, 1872
  - Kestratherina  Pavlov, Ivantsoff, Last & Crowley, 1988
  - Leptatherina  Pavlov, Ivantsoff, Last & Crowley, 1988
- Подсемейство Atherinomorinae Dyer & Chernoff, 1996
  - Alepidomus  Hubbs, 1944
  - Atherinomorus  Fowler, 1903 — Кабезоты, или атериноморусы
  - Atherion  Jordan & Starks, 1901
  - Hypoatherina  Schultz, 1948 — Гипоатерины
  - Stenatherina  Schultz, 1948
  - Teramulus  Smith, 1965 — Терамулы
- Подсемейство Bleheratherininae Aarn & Ivantsoff, 2009
  - Bleheratherina  Aarn & Ivantsoff, 2009
- Подсемейство Craterocephalinae  Dyer & Chernoff, 1996
  - Craterocephalus  McCulloch, 1912 — Твердоголовки
  - Sashatherina  Ivantsoff & Allen, 2011